# Insular ao Vivo
Insular ao Vivo é o primeiro álbum ao vivo solo do músico Humberto Gessinger, lançado em 2015 em CD e DVD.
Gravado em um show realizado no Chevrolet Hall de Belo Horizonte, Minas Gerais, no dia 30 de Maio de 2014, em co-produção com o Canal Brasil, o álbum mescla sucessos da antiga banda de Gessinger (Engenheiros do Hawaii) e novas composições, oriundas do álbum Insular. Há ainda um pequeno set acústico gravado em uma vinícola de Bento Gonçalves, em meio à Serra Gaúcha, com participações de músicos como Bebeto Alves, Luiz Carlos Borges e Duca Leindecker (Cidadão Quem, Pouca Vogal).

## Faixas
Todas as canções compostas por Humberto Gessinger, exceto onde estiver indicado.

### CD
1. Até o Fim
2. Armas Químicas e Poemas
3. Bora
4. Ilex Paraguariensis
5. Surfando Karmas e DNA
6. Eu Que Não Amo Você
7. Insular
8. Ando Só
9. A Ponte Para o Dia (acústico) (Humberto Gessinger, Bebeto Alves)
10. Voo do Besouro (acústico)
11. Deserto Freezer (acústico)
12. Milonga Orientao (acústico) (Humberto Gessinger, Bebeto Alves)
13. Somos Quem Podemos Ser
14. De Fé
15. Nuvem
16. 3x4
17. Dançando no Campo Minado
18. Tchau Radar, a Canção (Humberto Gessinger, Rodrigo "Esteban" Tavares)
19. Pra Ser Sincero (Humberto Gessinger, Augusto Licks)
20. Dom Quixote (Humberto Gessinger, Paulinho Galvão)
21. O Exército de Um Homem Só (Humberto Gessinger, Augusto Licks)

### DVD
1. Até o Fim
2. Armas Químicas e Poemas
3. Bora
4. Ilex Paraguariensis
5. Surfando Karmas e DNA
6. Eu Que Não Amo Você
7. Insular
8. Ando Só
9. A Ponte Para o Dia (acústico) (Humberto Gessinger, Bebeto Alves)
10. Voo do Besouro (acústico)
11. Deserto Freezer (acústico)
12. Milonga Orientao (acústico) (Humberto Gessinger, Bebeto Alves)
13. Somos Quem Podemos Ser
14. De Fé
15. Sua Graça
16. Nuvem (acústico)
17. 3x4
18. Dançando no Campo Minado
19. Tchau Radar, a Canção (Humberto Gessinger, Rodrigo "Esteban" Tavares)
20. Pra Ser Sincero (Humberto Gessinger, Augusto Licks)
21. Dom Quixote (Humberto Gessinger, Paulinho Galvão)
22. O Exército de Um Homem Só (Humberto Gessinger, Augusto Licks)
23. Tudo Está Parado (Humberto Gessinger, Jota Quest)

## Músicos participantes

### Belo Horizonte
- Humberto Gessinger: voz, baixo, guitarra, harmônica, teclados, acordeon, midi pedalboard
- Rodrigo "Esteban" Tavares: guitarra, violão e voz
- Rafael Bisogno: bateria e percussão

### Serra Gaúcha
- Humberto Gessinger: voz, violão, viola caipira, harmônica e midi pedalboard
- Paulinho Goulart: acordeon e violão
- Rafael Bisogno: percussão

### Participações especiais na Serra Gaúcha
- Gláucio Ayala: percussão e voz em A Ponte Para o Dia
- Duca Leindecker: guitarra e voz em Voo do Besouro
- Luiz Carlos Borges: acordeon e voz em Deserto Freezer
- Bebeto Alves: saz baglama e voz em Milonga Orientao

## Prêmios e indicações

### Prêmio Açorianos
| Ano  | Categoria  | Indicação       | Resultado |
| ---- | ---------- | --------------- | --------- |
| 2014 | DVD do Ano | Insular ao Vivo | Indicado  |